# Maurice Smith (atlet)
Maurice Smith (* 28. září 1980, Saint Catherine Parish) je jamajský sportovec, atlet, který se věnuje desetiboji. Mezi jeho největší úspěchy patří titul vicemistra světa z roku 2007 a zlatá medaile z Panamerických her 2007. Jeho osobní rekord má hodnotu 8644 bodů.
Právě na MS 2007 v Ósace ho porazil jen Roman Šebrle, který dokázal nasbírat o 32 bodů více než Jamajčan. Maurice Smith se třikrát představil v Kladně, na tzv. TNT Express Meetingu. Poprvé v rámci druhého ročníku v roce 2008 a hned dokázal zvítězit výkonem 8 434 bodů. První skončil i v roce 2009 , v chladném a deštivém počasí dokázal nasbírat 8 157 bodů.